# Grönkullen
Grönkullen är en bebyggelse i Bollebygds kommun i Västra Götalands län belägen i Bollebygds socken öster om Bollebygd. Grönkullen var klassad som en småort före 2015.